# Mathieu Berson
Mathieu Berson (Vannes, Francia, 23 de febrero de 1980) es un exfutbolista francés. 

## Clubes
| Club        | País       | Año        |
| ----------- | ---------- | ---------- |
| FC Nantes   | Francia    | 1999-2004  |
| Aston Villa | Inglaterra | 2004-2005  |
| AJ Auxerre  | Francia    | 2005-2006  |
| Levante UD  | España     | 2006-2008  |
| Toulouse FC | Francia    | 2008-2010  |
| Vannes OC   | Francia    | 2011- 2013 |

## Palmarés

### Campeonatos nacionales
| Título               | Club      | País    | Año  |
| -------------------- | --------- | ------- | ---- |
| Copa de Francia      | FC Nantes | Francia | 2000 |
| Supercopa de Francia | FC Nantes | Francia | 2001 |
| Ligue 1              | FC Nantes | Francia | 2001 |